# Haroldiataenius lucanus
Haroldiataenius lucanus är en skalbaggsart som beskrevs av Horn 1871. Haroldiataenius lucanus ingår i släktet Haroldiataenius och familjen Aphodiidae. Inga underarter finns listade i Catalogue of Life.